# Elecciones legislativas de El Salvador de 2027
Las elecciones legislativas de la República de El Salvador de 2027 se llevarán a cabo el 28 de febrero de dicho año. Serán las duodécimas desde la firma de los Acuerdos de Paz de 1992 y las decimoquintas desde la promulgación de la Constitución de 1983. En esta ocasión se elegirán a 60 diputadas y diputados, propietarios y suplentes, que conformarán la Asamblea Legislativa, el órgano unicameral encargado de ejercer la función legislativa del Estado. La jornada electoral se celebrará de forma simultánea con las elecciones municipales en todo el país.
Los salvadoreños y salvadoreñas residentes en el exterior podrán postularse como candidatos a diputaciones. Esta posibilidad fue habilitada tras el veto presidencial al Decreto Legislativo n.º 795 por parte de Nayib Bukele el 11 de enero de 2021, y su posterior habilitación por medio de una resolución de la Sala de lo Constitucional emitida el 5 de mayo del mismo año.

## Sistema electoral

### Asamblea Legislativa
La Constitución de la República de El Salvador establece que la Asamblea Legislativa debe estar conformada por ciudadanos y ciudadanas en el ejercicio pleno de sus derechos políticos, que cumplan con los requisitos constitucionales y sean electos conforme a lo dispuesto en la misma. Desde la firma de los Acuerdos de Paz en 1992, la legislación secundaria estableció un total de 84 diputaciones (propietarias y suplentes), distribuidas en las 14 circunscripciones electorales del país —coincidentes con los departamentos—, con base en criterios poblacionales. Cada circunscripción debía contar con un mínimo de tres diputaciones.
Sin embargo, en junio de 2023, la Asamblea Legislativa aprobó una reforma que redujo el número total de diputaciones a 60, manteniendo las 14 circunscripciones departamentales. En esta nueva distribución, el número mínimo por circunscripción se redujo a dos diputaciones.
Los diputados y diputadas son electos por un período de tres años, con posibilidad de reelección indefinida, mediante sufragio universal, directo y secreto. La elección se realiza a través de listas abiertas presentadas por partidos políticos legalmente inscritos ante el Tribunal Supremo Electoral (TSE) o mediante candidaturas no partidarias, utilizando el sistema de voto preferente, cruzado o fraccionado.
Todo ciudadano o ciudadana salvadoreña mayor de 18 años, que se encuentre en pleno goce de sus derechos políticos, puede ejercer el sufragio en la circunscripción en la que reside.

##### Modalidades de votación
El sistema electoral permite varias formas de marcar la papeleta legislativa:
1. Voto por bandera: El elector puede marcar únicamente la bandera de un partido político, lo que equivale a votar por todos los candidatos de la lista de dicho partido.
2. Voto preferente: El elector puede marcar la bandera de un partido y seleccionar uno o más candidatos dentro de esa lista. Solo los candidatos marcados reciben el voto preferente.
3. Voto cruzado o fraccionado: El elector puede seleccionar candidatos de diferentes partidos o candidatos no partidarios, siempre que el total de marcas no exceda el número de diputaciones a elegir en la circunscripción. En este caso, no se debe marcar ninguna bandera.

Todas las formas válidas de voto equivalen a una sola unidad. En los dos primeros casos, el voto se adjudica íntegramente al partido político correspondiente. En el tercero, se distribuye proporcionalmente entre los partidos y/o candidaturas independientes, según el número de marcas. Son considerados nulos los votos que incluyan más marcas de las permitidas, múltiples banderas políticas, o la combinación de marcas individuales con una bandera de partido distinta.

##### Asignación de escaños
De acuerdo con el artículo 85 de la Constitución, los partidos políticos son el instrumento de representación del pueblo dentro del sistema democrático. La asignación de escaños se realiza en dos etapas:
1. Distribución de escaños mediante el método D’Hondt entre los partidos políticos o coaliciones, con base en el total de votos válidos (completos y fraccionados) obtenidos en cada circunscripción electoral.
2. Asignación interna de diputaciones dentro de cada partido, según el número de marcas individuales obtenidas por cada candidato, en orden descendente, de acuerdo con el sistema de listas abiertas y voto preferente utilizado.

##### Requisitos para ser diputado o diputada
Según el artículo 126 de la Constitución de la República, para optar a una diputación se requiere:
- Ser salvadoreño por nacimiento, hijo de padre o madre salvadoreños;
- Tener más de 25 años de edad;
- Ser de notoria honradez e instrucción; y
- No haber perdido los derechos de ciudadanía en los cinco años anteriores a la elección.

El artículo 127 establece las siguientes incompatibilidades para ser electo diputado o diputada:
- Haber administrado o manejado fondos públicos sin haber obtenido el finiquito correspondiente;
- Ser Presidente o Vicepresidente de la República, Ministro o Viceministro de Estado, Presidente o Magistrado de la Corte Suprema de Justicia, funcionario de organismos electorales, militar en servicio activo o funcionario con jurisdicción;
- Ser contratista de obras o servicios públicos financiados por el Estado o municipios, así como sus fiadores o quienes tengan intereses económicos derivados de tales contratos;
- Tener contratos vigentes con el Estado para la explotación de riquezas nacionales o servicios públicos, o ser representantes legales o administrativos de sociedades extranjeras en esas condiciones;
- Ser pariente del Presidente de la República dentro del cuarto grado de consanguinidad o segundo de afinidad;
- Ser deudor moroso de la Hacienda Pública o municipal.

| Elección a la Asamblea Legislativa 20247                         | Elección a la Asamblea Legislativa 20247 | Elección a la Asamblea Legislativa 20247 |
| Circunscripción                                                  | Diputados                                | Mapa                                     |
| ---------------------------------------------------------------- | ---------------------------------------- | ---------------------------------------- |
| San Salvador                                                     | 16                                       |                                          |
| La Libertad                                                      | 7                                        |                                          |
| Santa Ana, San Miguel, Sonsonate                                 | 5                                        |                                          |
| Usulután                                                         | 4                                        |                                          |
| Ahuachapán, La Paz                                               | 3                                        |                                          |
| Cabañas, Chalatenango, Cuscatlán, La Unión, Morazán, San Vicente | 2                                        |                                          |

### Cuota de género
La Ley de Partidos Políticos de El Salvador, en su artículo 38, establece una cuota mínima de participación femenina en las candidaturas a cargos de elección popular. Según la normativa:
"Los partidos políticos deberán integrar sus planillas para elección a diputaciones a la Asamblea Legislativa, al Parlamento Centroamericano y a miembros de los Concejos Municipales, con al menos un 30 % de mujeres. Dicho porcentaje se aplicará a cada planilla nacional, departamental y municipal, según la inscripción de candidatos y candidatas que cada partido político o coalición presente en las respectivas circunscripciones."
La cuota del 30 % debe cumplirse considerando cada planilla de manera integral, es decir, incluyendo candidaturas propietarias y suplentes. En el caso de los Concejos Municipales, el requisito será exigible tanto en las planillas destinadas a conformar el gobierno municipal en caso de victoria como en las listas de orden de precedencia en caso de no alcanzar la mayoría simple.
El Tribunal Supremo Electoral, a través de las Juntas Electorales Departamentales, es responsable de verificar el cumplimiento de esta disposición en el momento de la inscripción de las planillas. Asimismo, la ley establece que los partidos deben incluir mecanismos en sus reglamentos internos que garanticen el cumplimiento de la cuota de género en sus elecciones internas, tanto para cargos partidarios como para candidaturas a cargos de elección popular.

### Voto en el exterior
Los ciudadanos y ciudadanas salvadoreños residentes en el extranjero podrán ejercer su derecho al sufragio utilizando su Documento Único de Identidad (DUI), ya sea vigente o vencido, o su pasaporte. El proceso se llevará a cabo mediante dos modalidades:
1. Voto por internet (anticipado): Dirigido a salvadoreños cuyo DUI contiene dirección en el extranjero. Estos podrán emitir su voto de forma anticipada a través de una plataforma digital habilitada por el Tribunal Supremo Electoral (TSE). Según datos oficiales, aproximadamente _______ personas estaban habilitadas para votar por esta vía.
2. Voto presencial electrónico: Dirigido a salvadoreños residentes en el exterior que poseen DUI con dirección en El Salvador. Este grupo, estimado en unos _______ ciudadanos, deberá acudir de forma presencial a uno de los 81 centros de votación habilitados por el TSE en el extranjero.

Durante el proceso electoral de 2024, el voto desde el exterior permitió a más de 700,000 personas ejercer su derecho desde sus hogares mediante la modalidad en línea. Los salvadoreños en el exterior pudieron votar exclusivamente por los cargos de Presidente, Vicepresidente y Asamblea Legislativa.

## Calendario electoral
| Fecha(s)                                 | Actividad electoral                                                                             | Observaciones / Base legal                                                    |
| ---------------------------------------- | ----------------------------------------------------------------------------------------------- | ----------------------------------------------------------------------------- |
| 8 de octubre de 2025                     | Suspensión del proceso de modificación de residencia                                            | Fin de solicitudes para cambiar domicilio electoral                           |
| 27 de enero – 27 de febrero de 2026      | Campaña de información sobre suspensión de cambio de residencia                                 | TSE informa efectos en el Registro Electoral                                  |
| 27 de febrero de 2026                    | Suspensión definitiva del proceso de modificación de residencia                                 | Art. 20 del Código Electoral                                                  |
| 6 de marzo – 29 de julio de 2026         | Elecciones internas de los partidos políticos                                                   | Selección de candidaturas para 2027                                           |
| 27 de marzo de 2026                      | Notificación a partidos sobre número de concejales por municipio                                | Art. 12 CE; Art. 4-a de la LERM                                               |
| 7 de abril de 2026                       | Último día para convocar elecciones internas partidarias                                        | Art. 37-B LPP                                                                 |
| 29 de julio de 2026                      | Último día para realizar elecciones internas                                                    | Art. 37-K LPP                                                                 |
| 11 de mayo – 30 de octubre de 2026       | Cierre del Registro Electoral                                                                   | Finaliza inscripción de ciudadanos y actualizaciones. Art. 107 CE             |
| 31 de agosto de 2026                     | Última fecha para inscribir nuevos partidos políticos                                           | Inicia prohibición de inscripción hasta abril de 2027. Art. 19 LPP            |
| 1 de septiembre – 4 de abril de 2027     | Período de no admisión de nuevos partidos                                                       | Suspensión legal de inscripciones. Art. 19 LPP                                |
| 29 de mayo – 29 de septiembre de 2026    | Recepción de solicitudes de candidaturas no partidarias                                         | Requiere presentación de libros para recolección de firmas. S. Inc. 10-2011   |
| 31 de agosto de 2026                     | Cierre del proceso de inscripción de ciudadanos al padrón                                       | Art. 20 CE                                                                    |
| 1 – 14 de septiembre de 2026             | Envío de padrones preliminares a partidos y coaliciones                                         | Art. 20 CE                                                                    |
| 14 de septiembre – 15 de octubre de 2026 | Consulta pública del padrón y correcciones                                                      | Incluye procesamiento de reclamos                                             |
| 30 de septiembre de 2026                 | Convocatoria oficial a elecciones 2027                                                          | Art. 169 CE                                                                   |
| 1 – 19 de noviembre de 2026              | Inscripción de candidaturas a diputaciones                                                      | Presentación ante el TSE. Art. 142 CE                                         |
| 9 – 19 de noviembre de 2026              | Inscripción de candidaturas a concejos municipales                                              | Art. 142 CE                                                                   |
| 13 de enero de 2027                      | Último día para entregar al TSE diseño de papeletas                                             | Incluye nombres, emblemas y colores. Art. 186 CE                              |
| 7 de febrero de 2027                     | Finalización de la impresión de papeletas electorales                                           | Art. 186 CE                                                                   |
| 12 de febrero de 2027                    | Último día para publicar encuestas electorales                                                  | Prohibición inmediata posterior. Art. 176 CE                                  |
| 22 de febrero de 2027                    | Entrega del paquete electoral a JED                                                             | Art. 187 CE                                                                   |
| 24 de febrero de 2027                    | Entrega del paquete electoral a JEM                                                             | Art. 187 CE                                                                   |
| 27 de febrero de 2027                    | Último día para sustituir candidatos ya inscritos                                               | Art. 147 CE                                                                   |
| 28 de febrero de 2027                    | ELECCIONES DE DIPUTACIONES A LA ASAMBLEA LEGISLATIVA E INTEGRANTES DE CONSEJOS MUNICIPALES 2027 | Voto nacional y en el exterior. Art. 81 Cn. y 172 CE                          |
| 1 – 12 de marzo de 2027                  | Escrutinio final                                                                                | Incluye presentación de actas municipales, recursos y vigilancia. Art. 214 CE |
| 7 de abril de 2027                       | Declaratoria oficial de resultados y entrega de credenciales                                    | Diputados y concejos municipales. Art. 222 y 224 CE                           |
| 24 de mayo – 7 de septiembre de 2027     | Seminario de evaluación y publicación de estadísticas                                           | Actividades institucionales post-electorales                                  |

| Fecha(s)                                 | Actividad                                                              | Detalles / Base legal                                                                          |
| ---------------------------------------- | ---------------------------------------------------------------------- | ---------------------------------------------------------------------------------------------- |
| 31 de julio de 2025                      | Formulación de términos de referencia                                  | Para contratación de firma auditora y proveedor del sistema de votación electrónica y remota   |
| 12 de diciembre de 2025                  | Inicio del proceso electoral                                           | Comienza contratación para desarrollo del sistema de votación remota por internet y presencial |
| 27 de junio de 2026                      | Último día para definir el sistema de votación remota y presencial     | Art. 14 de la LEESE                                                                            |
| 26 de junio de 2026                      | Creación de mecanismos de auditoría informática                        | A los sistemas de votación                                                                     |
| 4 de noviembre de 2026                   | Cierre del Registro Electoral para Voto en el Extranjero (REVEL)       | Incluye modalidades remota y presencial                                                        |
| 31 de agosto de 2026                     | Suspensión de inscripciones al REVEL                                   | Art. 20 CE (por analogía)                                                                      |
| 14 de septiembre de 2026                 | Última fecha para remitir el REVEL a partidos y coaliciones            | Para revisión del padrón exterior                                                              |
| 15 de septiembre – 15 de octubre de 2026 | Consulta pública al REVEL                                              | Incluye habilitación de sitio web para revisión de datos                                       |
| 16 de diciembre de 2026                  | Inicio del período de inscripción de candidaturas desde el exterior    | Vía medios presenciales o virtuales                                                            |
| 30 de octubre de 2026                    | Nombramientos de la Junta Electoral de Voto en el Extranjero (JELVEX)  | Art. 8 de la LEESE                                                                             |
| 7 de noviembre de 2026                   | Protesta de Ley de la JELVEX                                           | Juramento legal de sus miembros                                                                |
| 23 de diciembre de 2026                  | Nombramiento de las Juntas Receptoras de Voto en el Extranjero (JRVEX) | Art. 10 de la LEESE                                                                            |
| 4 de enero – 26 de febrero de 2027       | Capacitación de miembros de JRVEX                                      | Incluye instructivos técnicos y permisos con goce de sueldo                                    |
| 28 de enero de 2027                      | Remisión del REVEL a partidos políticos                                | Para su uso en los sistemas de votación                                                        |
| 14 de enero – 12 de febrero de 2027      | Simulacros de sistemas de votación                                     | Remota por internet y electrónica presencial                                                   |
| 28 de febrero – 1 de marzo de 2027       | Ejercicio del voto remoto por internet                                 | Habilitación de sistema según husos horarios. Art. 16 LEESE                                    |
| 28 de febrero – 1 de marzo de 2027       | Ejercicio del voto electrónico presencial                              | En centros físicos en el extranjero                                                            |
| 1 de marzo de 2027                       | Escrutinio de votación remota y presencial                             | Incluye transmisión de resultados preliminares                                                 |
| 12 de marzo de 2027                      | Auditoría al escrutinio final del sufragio exterior                    | Supervisión de transparencia del proceso                                                       |

## Antecedentes
Las elecciones legislativas y municipales en El Salvador se realizan cada tres años, conforme a lo establecido por la Constitución de la República y la Ley de Partidos Políticos. Tras las reformas electorales de 2023, la Asamblea Legislativa redujo el número de escaños de 84 a 60 y el número de municipios de 262 a 44, modificando significativamente la estructura de representación política.
En las elecciones de 2024, el partido oficialista Nuevas Ideas (NI) obtuvo una victoria abrumadora, asegurando 54 de los 60 escaños legislativos, lo que le otorgó mayoría calificada para aprobar leyes sin necesidad de alianzas. Los partidos ARENA, PCN, PDC y Vamos lograron representación legislativa, mientras que el FMLN perdió todos sus escaños por primera vez desde los Acuerdos de Paz de 1992, aunque conservó su personería jurídica.
Otros partidos como GANA, aliado histórico del oficialismo, y fuerzas minoritarias como FPS, Fuerza Solidaria y Democracia Salvadoreña, aunque no lograron representación, mantuvieron su inscripción al superar el umbral legal de votos.

### Reforma constitucional y adelanto de elecciones presidenciales
En julio de 2025, la Asamblea Legislativa, controlada mayoritariamente por el partido oficialista Nuevas Ideas, aprobó una reforma exprés a la Constitución de El Salvador que introduce cambios estructurales en el sistema político del país.
Las principales modificaciones incluyeron:
- Permitir la reelección presidencial indefinida, eliminando el límite que antes impedía reelección inmediata.
- Extender el mandato presidencial de cinco a seis años.
- Eliminar la segunda vuelta electoral, de modo que el presidente y vicepresidente sean proclamados por mayoría simple.
- Establecer una disposición transitoria que adelanta el término del mandato actual al 1 de junio de 2027, para sincronizar las elecciones presidenciales con las legislativas y municipales.

Esta reforma plantea que los próximos comicios presidenciales, junto con los legislativos y municipales, se celebren en conjunto en 2027, en lugar de en 2029 como estaba previsto originalmente.

## Partidos políticos inscritos y habilitados para participar

### Partidos habilitados para participar en las elecciones legislativas de 2027
De acuerdo con el Tribunal Supremo Electoral (TSE), solo los partidos que mantuvieron su personería jurídica después de las elecciones de 2024 están autorizados para competir en los comicios de 2027. La ley salvadoreña exige que los institutos políticos obtengan representación legislativa o un mínimo de 50 000 votos válidos para conservar su inscripción.
A julio de 2025, los partidos oficialmente habilitados para presentar candidaturas son los siguientes:
| Partido político | Partido político                                   | Sigla | Posición política | Ideología | Situación en elecciones 2024                         |
| ---------------- | -------------------------------------------------- | ----- | ----------------- | --- | ---------------------------------------------------- |
|                  | Nuevas Ideas                                       | NI    | Derecha populista | Nacionalismo populista con fuerte personalismo en torno al liderazgo de Nayib Bukele; mezcla de conservadurismo social, políticas de seguridad de mano dura y pragmatismo económico.                                 | Mayoría absoluta (superó el umbral)54/60             |
|                  | Alianza Republicana Nacionalista                   | ARENA | Centroderecha     | Conservadurismo liberal con raíces en el anticomunismo histórico; defiende el libre mercado y valores tradicionales, ha estado fuertemente ligado al sector empresarial y a grupos religiosos.                       | Oposición con representación2/60                     |
|                  | Frente Farabundo Martí para la Liberación Nacional | FMLN  | Izquierda         | Izquierda socialista democrática, de origen guerrillero; promueve justicia social, derechos laborales y políticas redistributivas.                                                                                   | Oposición sin representación legislativa0/60         |
|                  | Gran Alianza por la Unidad Nacional                | GANA  | Centroderecha     | Conservadurismo nacionalista de centroderecha, originado como escisión de ARENA; combina posturas conservadoras en lo social con pragmatismo en alianzas políticas y enfoque flexible en lo económico.               | Sin representación legislativa, apoyo total a NI0/60 |
|                  | Partido de Concertación Nacional                   | PCN   | Derecha           | Derecha tradicional conservadora, con énfasis en valores familiares, alianzas con sectores empresariales y apoyo frecuente al oficialismo en votaciones legislativas.                                                | Representación legislativa, apoyo total a NI1/60     |
|                  | Partido Demócrata Cristiano                        | PDC   | Centroderecha     | Democracia cristiana de centroderecha, con base ideológica en el humanismo cristiano; defiende economía social de mercado, principios de subsidiariedad y apoyo frecuente al oficialismo en votaciones legislativas. | Representación legislativa, apoyo total a NI2/60     |
|                  | Vamos                                              | VAMOS | Centro            | Socioliberalismo centrista, combina defensa de libertades individuales, economía de mercado regulada, y enfoque progresista moderado en derechos humanos y transparencia.                                            | Oposición con representación1/60                     |
|                  | Fraternidad Patriota Salvadoreña                   | FPS   | Extrema derecha   | Nacionalismo radical y posiciones de extrema derecha, con retórica soberanista, conservadurismo social marcado y propuestas autoritarias en seguridad.                                                               | Participó, sin cancelación0/60                       |
|                  | Fuerza Solidaria                                   | FS    | Derecha           | Conservadurismo de derecha tradicional, con enfoque en orden social, defensa de valores religiosos y retórica favorable a políticas de seguridad estrictas.                                                          | Participó, sin cancelación0/60                       |
|                  | Democracia Salvadoreña                             | DS    | Centroderecha     | Centroderecha moderada, defiende el libre mercado con intervención social limitada, discurso institucionalista y énfasis en transparencia gubernamental.                                                             | Participó, sin cancelación0/60                       |

### Partidos cancelados antes de las elecciones de 2027
La Ley de Partidos Políticos de El Salvador establece que los institutos políticos que no logren representación legislativa ni alcancen el umbral mínimo de 50 000 votos válidos en elecciones legislativas deben ser cancelados por el Tribunal Supremo Electoral (TSE).
En el ciclo electoral de 2024, dos partidos fueron cancelados por no cumplir con dichos requisitos: Nuestro Tiempo y Cambio Democrático, ambos declarados oficialmente en proceso de liquidación y sin posibilidad de participar en las elecciones de 2027 bajo esas denominaciones.
| Partido político | Partido político                  | Sigla | Motivo de cancelación                                                    | Fecha de cancelación          | Notas                                                         |
| ---------------- | --------------------------------- | ----- | ------------------------------------------------------------------------ | ----------------------------- | ------------------------------------------------------------- |
|                  | Nuestro Tiempo                    | NT    | No alcanzó el mínimo de 50 000 votos y perdió representación legislativa | 6 de junio de 2024            | Actualmente en liquidación; opera como movimiento ciudadano.  |
|                  | Cambio Democrático                | CD    | No alcanzó el umbral legal y no obtuvo escaños en 2024                   | 5 de junio de 2024            | Cancelado oficialmente por el TSE; sin personería jurídica.   |
|                  | Partido Independiente Salvadoreño | PAÍS  | Irregularidades en internas y elecciones bloqueadas por el TSE           | Inscripción anulada para 2024 | No participó en 2024; no mantiene personería jurídica activa. |

### Posibles alianzas o coaliciones para las elecciones de 2027
La legislación electoral salvadoreña permite que los partidos políticos puedan formar coaliciones para participar en elecciones legislativas, municipales o presidenciales, siempre que estas sean notificadas y aprobadas por el Tribunal Supremo Electoral (TSE) dentro de los plazos establecidos.
En los comicios de 2024 solo se registró formalmente una coalición departamental entre el Partido de Concertación Nacional (PCN) y el Partido Demócrata Cristiano (PDC) en Morazán. Sin embargo, para las elecciones de 2027, distintos partidos han manifestado la posibilidad de pactar alianzas, tanto a nivel nacional como local.
Algunos actores políticos de la oposición, como ARENA y Vamos, han expresado la necesidad de unificar esfuerzos para enfrentar al oficialismo, aunque con claras restricciones respecto a con quién formarían pactos. Por su parte, el Frente Farabundo Martí para la Liberación Nacional (FMLN) ha descartado alianzas con ARENA o Nuevas Ideas.
En contraste, el bloque oficialista, liderado por Nuevas Ideas, mantiene alianzas informales con partidos afines como GANA, PCN y PDC, las cuales podrían consolidarse de cara a los comicios de 2027.
| Coalición / Alianza | Partidos involucrados | Tipo de pacto / Departamentos | Observaciones |
| ------------------- | --------------------- | ----------------------------- | ------------- |
|                     |                       |                               |               |
|                     |                       |                               |               |
|                     |                       |                               |               |
|                     |                       |                               |               |

## Candidaturas legislativas
Para las elecciones legislativas de 2027, los partidos políticos habilitados presentarán sus respectivas listas de candidatos propietarios y suplentes en cada uno de los 14 departamentos de El Salvador, de acuerdo con el número de escaños asignados a cada circunscripción.
Según la legislación electoral vigente, las candidaturas deben cumplir con los requisitos de paridad de género, residencia y filiación partidaria, y son inscritas oficialmente ante el Tribunal Supremo Electoral (TSE).
Las listas legislativas en El Salvador son abiertas, lo que permite a los electores marcar directamente a los candidatos de su preferencia dentro de un partido o incluso votar cruzado por aspirantes de diferentes partidos, siempre que no se exceda el número de marcas permitidas.
En la siguiente sección, las candidaturas se presentan ordenadas por departamento. Para optimizar la visualización, se utilizan listados desplegables, que facilitan el acceso a los nombres completos de los aspirantes de cada partido.

### Departamento de Ahuachapán
| N.º | Partido / Alianza                                  | Posición política | Candidaturas (lista desplegable)                           | Notas | Ref. |
| --- | -------------------------------------------------- | ----------------- | ---------------------------------------------------------- | ----- | ---- |
| 1   | Nuevas Ideas                                       | Derecha populista | Ver listaListado de candidatos - Candidato 1 - Candidato 2 |       |      |
| 2   | Alianza Republicana Nacionalista                   | Centroderecha     | Ver listaListado de candidatos - Candidato 1 - Candidato 2 |       |      |
| 3   | Frente Farabundo Martí para la Liberación Nacional | Izquierda         | Ver listaListado de candidatos - Candidato 1 - Candidato 2 |       |      |
| 4   | Gran Alianza por la Unidad Nacional                | Centroderecha     | Ver listaListado de candidatos - Candidato 1 - Candidato 2 |       |      |
| 5   | Partido de Concertación Nacional                   | Derecha           | Ver listaListado de candidatos - Candidato 1 - Candidato 2 |       |      |
| 6   | Partido Demócrata Cristiano                        | Centroderecha     | Ver listaListado de candidatos - Candidato 1 - Candidato 2 |       |      |
| 7   | Vamos                                              | Centro            | Ver listaListado de candidatos - Candidato 1 - Candidato 2 |       |      |
| 8   | Fraternidad Patriota Salvadoreña                   | Extrema derecha   | Ver listaListado de candidatos - Candidato 1 - Candidato 2 |       |      |
| 9   | Fuerza Solidaria                                   | Derecha           | Ver listaListado de candidatos - Candidato 1 - Candidato 2 |       |      |
| 10  | Democracia Salvadoreña                             | Centroderecha     | Ver listaListado de candidatos - Candidato 1 - Candidato 2 |       |      |
| 11  | Candidatura independiente                          | --                | Ver listaListado de candidatos - Candidato 1 - Candidato 2 |       |      |

### Departamento de Santa Ana
| N.º | Partido / Alianza                                  | Posición política | Candidaturas (lista desplegable)                           | Notas | Ref. |
| --- | -------------------------------------------------- | ----------------- | ---------------------------------------------------------- | ----- | ---- |
| 1   | Nuevas Ideas                                       | Derecha populista | Ver listaListado de candidatos - Candidato 1 - Candidato 2 |       |      |
| 2   | Alianza Republicana Nacionalista                   | Centroderecha     | Ver listaListado de candidatos - Candidato 1 - Candidato 2 |       |      |
| 3   | Frente Farabundo Martí para la Liberación Nacional | Izquierda         | Ver listaListado de candidatos - Candidato 1 - Candidato 2 |       |      |
| 4   | Gran Alianza por la Unidad Nacional                | Centroderecha     | Ver listaListado de candidatos - Candidato 1 - Candidato 2 |       |      |
| 5   | Partido de Concertación Nacional                   | Derecha           | Ver listaListado de candidatos - Candidato 1 - Candidato 2 |       |      |
| 6   | Partido Demócrata Cristiano                        | Centroderecha     | Ver listaListado de candidatos - Candidato 1 - Candidato 2 |       |      |
| 7   | Vamos                                              | Centro            | Ver listaListado de candidatos - Candidato 1 - Candidato 2 |       |      |
| 8   | Fraternidad Patriota Salvadoreña                   | Extrema derecha   | Ver listaListado de candidatos - Candidato 1 - Candidato 2 |       |      |
| 9   | Fuerza Solidaria                                   | Derecha           | Ver listaListado de candidatos - Candidato 1 - Candidato 2 |       |      |
| 10  | Democracia Salvadoreña                             | Centroderecha     | Ver listaListado de candidatos - Candidato 1 - Candidato 2 |       |      |
| 11  | Candidatura independiente                          | --                | Ver listaListado de candidatos - Candidato 1 - Candidato 2 |       |      |

### Departamento de Sonsonate
| N.º | Partido / Alianza                                  | Posición política | Candidaturas (lista desplegable)                           | Notas | Ref. |
| --- | -------------------------------------------------- | ----------------- | ---------------------------------------------------------- | ----- | ---- |
| 1   | Nuevas Ideas                                       | Derecha populista | Ver listaListado de candidatos - Candidato 1 - Candidato 2 |       |      |
| 2   | Alianza Republicana Nacionalista                   | Centroderecha     | Ver listaListado de candidatos - Candidato 1 - Candidato 2 |       |      |
| 3   | Frente Farabundo Martí para la Liberación Nacional | Izquierda         | Ver listaListado de candidatos - Candidato 1 - Candidato 2 |       |      |
| 4   | Gran Alianza por la Unidad Nacional                | Centroderecha     | Ver listaListado de candidatos - Candidato 1 - Candidato 2 |       |      |
| 5   | Partido de Concertación Nacional                   | Derecha           | Ver listaListado de candidatos - Candidato 1 - Candidato 2 |       |      |
| 6   | Partido Demócrata Cristiano                        | Centroderecha     | Ver listaListado de candidatos - Candidato 1 - Candidato 2 |       |      |
| 7   | Vamos                                              | Centro            | Ver listaListado de candidatos - Candidato 1 - Candidato 2 |       |      |
| 8   | Fraternidad Patriota Salvadoreña                   | Extrema derecha   | Ver listaListado de candidatos - Candidato 1 - Candidato 2 |       |      |
| 9   | Fuerza Solidaria                                   | Derecha           | Ver listaListado de candidatos - Candidato 1 - Candidato 2 |       |      |
| 10  | Democracia Salvadoreña                             | Centroderecha     | Ver listaListado de candidatos - Candidato 1 - Candidato 2 |       |      |
| 11  | Candidatura independiente                          | --                | Ver listaListado de candidatos - Candidato 1 - Candidato 2 |       |      |

### Departamento de Chalatenango
| N.º | Partido / Alianza                                  | Posición política | Candidaturas (lista desplegable)                           | Notas | Ref. |
| --- | -------------------------------------------------- | ----------------- | ---------------------------------------------------------- | ----- | ---- |
| 1   | Nuevas Ideas                                       | Derecha populista | Ver listaListado de candidatos - Candidato 1 - Candidato 2 |       |      |
| 2   | Alianza Republicana Nacionalista                   | Centroderecha     | Ver listaListado de candidatos - Candidato 1 - Candidato 2 |       |      |
| 3   | Frente Farabundo Martí para la Liberación Nacional | Izquierda         | Ver listaListado de candidatos - Candidato 1 - Candidato 2 |       |      |
| 4   | Gran Alianza por la Unidad Nacional                | Centroderecha     | Ver listaListado de candidatos - Candidato 1 - Candidato 2 |       |      |
| 5   | Partido de Concertación Nacional                   | Derecha           | Ver listaListado de candidatos - Candidato 1 - Candidato 2 |       |      |
| 6   | Partido Demócrata Cristiano                        | Centroderecha     | Ver listaListado de candidatos - Candidato 1 - Candidato 2 |       |      |
| 7   | Vamos                                              | Centro            | Ver listaListado de candidatos - Candidato 1 - Candidato 2 |       |      |
| 8   | Fraternidad Patriota Salvadoreña                   | Extrema derecha   | Ver listaListado de candidatos - Candidato 1 - Candidato 2 |       |      |
| 9   | Fuerza Solidaria                                   | Derecha           | Ver listaListado de candidatos - Candidato 1 - Candidato 2 |       |      |
| 10  | Democracia Salvadoreña                             | Centroderecha     | Ver listaListado de candidatos - Candidato 1 - Candidato 2 |       |      |
| 11  | Candidatura independiente                          | --                | Ver listaListado de candidatos - Candidato 1 - Candidato 2 |       |      |

### Departamento de La Libertad
| N.º | Partido / Alianza                                  | Posición política | Candidaturas (lista desplegable)                           | Notas | Ref. |
| --- | -------------------------------------------------- | ----------------- | ---------------------------------------------------------- | ----- | ---- |
| 1   | Nuevas Ideas                                       | Derecha populista | Ver listaListado de candidatos - Candidato 1 - Candidato 2 |       |      |
| 2   | Alianza Republicana Nacionalista                   | Centroderecha     | Ver listaListado de candidatos - Candidato 1 - Candidato 2 |       |      |
| 3   | Frente Farabundo Martí para la Liberación Nacional | Izquierda         | Ver listaListado de candidatos - Candidato 1 - Candidato 2 |       |      |
| 4   | Gran Alianza por la Unidad Nacional                | Centroderecha     | Ver listaListado de candidatos - Candidato 1 - Candidato 2 |       |      |
| 5   | Partido de Concertación Nacional                   | Derecha           | Ver listaListado de candidatos - Candidato 1 - Candidato 2 |       |      |
| 6   | Partido Demócrata Cristiano                        | Centroderecha     | Ver listaListado de candidatos - Candidato 1 - Candidato 2 |       |      |
| 7   | Vamos                                              | Centro            | Ver listaListado de candidatos - Candidato 1 - Candidato 2 |       |      |
| 8   | Fraternidad Patriota Salvadoreña                   | Extrema derecha   | Ver listaListado de candidatos - Candidato 1 - Candidato 2 |       |      |
| 9   | Fuerza Solidaria                                   | Derecha           | Ver listaListado de candidatos - Candidato 1 - Candidato 2 |       |      |
| 10  | Democracia Salvadoreña                             | Centroderecha     | Ver listaListado de candidatos - Candidato 1 - Candidato 2 |       |      |
| 11  | Candidatura independiente                          | --                | Ver listaListado de candidatos - Candidato 1 - Candidato 2 |       |      |

### Departamento de San Salvador
| N.º | Partido / Alianza                                  | Posición política | Candidaturas (lista desplegable)                           | Notas | Ref. |
| --- | -------------------------------------------------- | ----------------- | ---------------------------------------------------------- | ----- | ---- |
| 1   | Nuevas Ideas                                       | Derecha populista | Ver listaListado de candidatos - Candidato 1 - Candidato 2 |       |      |
| 2   | Alianza Republicana Nacionalista                   | Centroderecha     | Ver listaListado de candidatos - Candidato 1 - Candidato 2 |       |      |
| 3   | Frente Farabundo Martí para la Liberación Nacional | Izquierda         | Ver listaListado de candidatos - Candidato 1 - Candidato 2 |       |      |
| 4   | Gran Alianza por la Unidad Nacional                | Centroderecha     | Ver listaListado de candidatos - Candidato 1 - Candidato 2 |       |      |
| 5   | Partido de Concertación Nacional                   | Derecha           | Ver listaListado de candidatos - Candidato 1 - Candidato 2 |       |      |
| 6   | Partido Demócrata Cristiano                        | Centroderecha     | Ver listaListado de candidatos - Candidato 1 - Candidato 2 |       |      |
| 7   | Vamos                                              | Centro            | Ver listaListado de candidatos - Candidato 1 - Candidato 2 |       |      |
| 8   | Fraternidad Patriota Salvadoreña                   | Extrema derecha   | Ver listaListado de candidatos - Candidato 1 - Candidato 2 |       |      |
| 9   | Fuerza Solidaria                                   | Derecha           | Ver listaListado de candidatos - Candidato 1 - Candidato 2 |       |      |
| 10  | Democracia Salvadoreña                             | Centroderecha     | Ver listaListado de candidatos - Candidato 1 - Candidato 2 |       |      |
| 11  | Candidatura independiente                          | --                | Ver listaListado de candidatos - Candidato 1 - Candidato 2 |       |      |

### Departamento de Cuscatlán
| N.º | Partido / Alianza                                  | Posición política | Candidaturas (lista desplegable)                           | Notas | Ref. |
| --- | -------------------------------------------------- | ----------------- | ---------------------------------------------------------- | ----- | ---- |
| 1   | Nuevas Ideas                                       | Derecha populista | Ver listaListado de candidatos - Candidato 1 - Candidato 2 |       |      |
| 2   | Alianza Republicana Nacionalista                   | Centroderecha     | Ver listaListado de candidatos - Candidato 1 - Candidato 2 |       |      |
| 3   | Frente Farabundo Martí para la Liberación Nacional | Izquierda         | Ver listaListado de candidatos - Candidato 1 - Candidato 2 |       |      |
| 4   | Gran Alianza por la Unidad Nacional                | Centroderecha     | Ver listaListado de candidatos - Candidato 1 - Candidato 2 |       |      |
| 5   | Partido de Concertación Nacional                   | Derecha           | Ver listaListado de candidatos - Candidato 1 - Candidato 2 |       |      |
| 6   | Partido Demócrata Cristiano                        | Centroderecha     | Ver listaListado de candidatos - Candidato 1 - Candidato 2 |       |      |
| 7   | Vamos                                              | Centro            | Ver listaListado de candidatos - Candidato 1 - Candidato 2 |       |      |
| 8   | Fraternidad Patriota Salvadoreña                   | Extrema derecha   | Ver listaListado de candidatos - Candidato 1 - Candidato 2 |       |      |
| 9   | Fuerza Solidaria                                   | Derecha           | Ver listaListado de candidatos - Candidato 1 - Candidato 2 |       |      |
| 10  | Democracia Salvadoreña                             | Centroderecha     | Ver listaListado de candidatos - Candidato 1 - Candidato 2 |       |      |
| 11  | Candidatura independiente                          | --                | Ver listaListado de candidatos - Candidato 1 - Candidato 2 |       |      |

### Departamento de La Paz
| N.º | Partido / Alianza                                  | Posición política | Candidaturas (lista desplegable)                           | Notas | Ref. |
| --- | -------------------------------------------------- | ----------------- | ---------------------------------------------------------- | ----- | ---- |
| 1   | Nuevas Ideas                                       | Derecha populista | Ver listaListado de candidatos - Candidato 1 - Candidato 2 |       |      |
| 2   | Alianza Republicana Nacionalista                   | Centroderecha     | Ver listaListado de candidatos - Candidato 1 - Candidato 2 |       |      |
| 3   | Frente Farabundo Martí para la Liberación Nacional | Izquierda         | Ver listaListado de candidatos - Candidato 1 - Candidato 2 |       |      |
| 4   | Gran Alianza por la Unidad Nacional                | Centroderecha     | Ver listaListado de candidatos - Candidato 1 - Candidato 2 |       |      |
| 5   | Partido de Concertación Nacional                   | Derecha           | Ver listaListado de candidatos - Candidato 1 - Candidato 2 |       |      |
| 6   | Partido Demócrata Cristiano                        | Centroderecha     | Ver listaListado de candidatos - Candidato 1 - Candidato 2 |       |      |
| 7   | Vamos                                              | Centro            | Ver listaListado de candidatos - Candidato 1 - Candidato 2 |       |      |
| 8   | Fraternidad Patriota Salvadoreña                   | Extrema derecha   | Ver listaListado de candidatos - Candidato 1 - Candidato 2 |       |      |
| 9   | Fuerza Solidaria                                   | Derecha           | Ver listaListado de candidatos - Candidato 1 - Candidato 2 |       |      |
| 10  | Democracia Salvadoreña                             | Centroderecha     | Ver listaListado de candidatos - Candidato 1 - Candidato 2 |       |      |
| 11  | Candidatura independiente                          | --                | Ver listaListado de candidatos - Candidato 1 - Candidato 2 |       |      |

### Departamento de Cabañas
| N.º | Partido / Alianza                                  | Posición política | Candidaturas (lista desplegable)                           | Notas | Ref. |
| --- | -------------------------------------------------- | ----------------- | ---------------------------------------------------------- | ----- | ---- |
| 1   | Nuevas Ideas                                       | Derecha populista | Ver listaListado de candidatos - Candidato 1 - Candidato 2 |       |      |
| 2   | Alianza Republicana Nacionalista                   | Centroderecha     | Ver listaListado de candidatos - Candidato 1 - Candidato 2 |       |      |
| 3   | Frente Farabundo Martí para la Liberación Nacional | Izquierda         | Ver listaListado de candidatos - Candidato 1 - Candidato 2 |       |      |
| 4   | Gran Alianza por la Unidad Nacional                | Centroderecha     | Ver listaListado de candidatos - Candidato 1 - Candidato 2 |       |      |
| 5   | Partido de Concertación Nacional                   | Derecha           | Ver listaListado de candidatos - Candidato 1 - Candidato 2 |       |      |
| 6   | Partido Demócrata Cristiano                        | Centroderecha     | Ver listaListado de candidatos - Candidato 1 - Candidato 2 |       |      |
| 7   | Vamos                                              | Centro            | Ver listaListado de candidatos - Candidato 1 - Candidato 2 |       |      |
| 8   | Fraternidad Patriota Salvadoreña                   | Extrema derecha   | Ver listaListado de candidatos - Candidato 1 - Candidato 2 |       |      |
| 9   | Fuerza Solidaria                                   | Derecha           | Ver listaListado de candidatos - Candidato 1 - Candidato 2 |       |      |
| 10  | Democracia Salvadoreña                             | Centroderecha     | Ver listaListado de candidatos - Candidato 1 - Candidato 2 |       |      |
| 11  | Candidatura independiente                          | --                | Ver listaListado de candidatos - Candidato 1 - Candidato 2 |       |      |

### Departamento de San Vicente
| N.º | Partido / Alianza                                  | Posición política | Candidaturas (lista desplegable)                           | Notas | Ref. |
| --- | -------------------------------------------------- | ----------------- | ---------------------------------------------------------- | ----- | ---- |
| 1   | Nuevas Ideas                                       | Derecha populista | Ver listaListado de candidatos - Candidato 1 - Candidato 2 |       |      |
| 2   | Alianza Republicana Nacionalista                   | Centroderecha     | Ver listaListado de candidatos - Candidato 1 - Candidato 2 |       |      |
| 3   | Frente Farabundo Martí para la Liberación Nacional | Izquierda         | Ver listaListado de candidatos - Candidato 1 - Candidato 2 |       |      |
| 4   | Gran Alianza por la Unidad Nacional                | Centroderecha     | Ver listaListado de candidatos - Candidato 1 - Candidato 2 |       |      |
| 5   | Partido de Concertación Nacional                   | Derecha           | Ver listaListado de candidatos - Candidato 1 - Candidato 2 |       |      |
| 6   | Partido Demócrata Cristiano                        | Centroderecha     | Ver listaListado de candidatos - Candidato 1 - Candidato 2 |       |      |
| 7   | Vamos                                              | Centro            | Ver listaListado de candidatos - Candidato 1 - Candidato 2 |       |      |
| 8   | Fraternidad Patriota Salvadoreña                   | Extrema derecha   | Ver listaListado de candidatos - Candidato 1 - Candidato 2 |       |      |
| 9   | Fuerza Solidaria                                   | Derecha           | Ver listaListado de candidatos - Candidato 1 - Candidato 2 |       |      |
| 10  | Democracia Salvadoreña                             | Centroderecha     | Ver listaListado de candidatos - Candidato 1 - Candidato 2 |       |      |
| 11  | Candidatura independiente                          | --                | Ver listaListado de candidatos - Candidato 1 - Candidato 2 |       |      |

### Departamento de Usulután
| N.º | Partido / Alianza                                  | Posición política | Candidaturas (lista desplegable)                           | Notas | Ref. |
| --- | -------------------------------------------------- | ----------------- | ---------------------------------------------------------- | ----- | ---- |
| 1   | Nuevas Ideas                                       | Derecha populista | Ver listaListado de candidatos - Candidato 1 - Candidato 2 |       |      |
| 2   | Alianza Republicana Nacionalista                   | Centroderecha     | Ver listaListado de candidatos - Candidato 1 - Candidato 2 |       |      |
| 3   | Frente Farabundo Martí para la Liberación Nacional | Izquierda         | Ver listaListado de candidatos - Candidato 1 - Candidato 2 |       |      |
| 4   | Gran Alianza por la Unidad Nacional                | Centroderecha     | Ver listaListado de candidatos - Candidato 1 - Candidato 2 |       |      |
| 5   | Partido de Concertación Nacional                   | Derecha           | Ver listaListado de candidatos - Candidato 1 - Candidato 2 |       |      |
| 6   | Partido Demócrata Cristiano                        | Centroderecha     | Ver listaListado de candidatos - Candidato 1 - Candidato 2 |       |      |
| 7   | Vamos                                              | Centro            | Ver listaListado de candidatos - Candidato 1 - Candidato 2 |       |      |
| 8   | Fraternidad Patriota Salvadoreña                   | Extrema derecha   | Ver listaListado de candidatos - Candidato 1 - Candidato 2 |       |      |
| 9   | Fuerza Solidaria                                   | Derecha           | Ver listaListado de candidatos - Candidato 1 - Candidato 2 |       |      |
| 10  | Democracia Salvadoreña                             | Centroderecha     | Ver listaListado de candidatos - Candidato 1 - Candidato 2 |       |      |
| 11  | Candidatura independiente                          | --                | Ver listaListado de candidatos - Candidato 1 - Candidato 2 |       |      |

### Departamento de San Miguel
| N.º | Partido / Alianza                                  | Posición política | Candidaturas (lista desplegable)                           | Notas | Ref. |
| --- | -------------------------------------------------- | ----------------- | ---------------------------------------------------------- | ----- | ---- |
| 1   | Nuevas Ideas                                       | Derecha populista | Ver listaListado de candidatos - Candidato 1 - Candidato 2 |       |      |
| 2   | Alianza Republicana Nacionalista                   | Centroderecha     | Ver listaListado de candidatos - Candidato 1 - Candidato 2 |       |      |
| 3   | Frente Farabundo Martí para la Liberación Nacional | Izquierda         | Ver listaListado de candidatos - Candidato 1 - Candidato 2 |       |      |
| 4   | Gran Alianza por la Unidad Nacional                | Centroderecha     | Ver listaListado de candidatos - Candidato 1 - Candidato 2 |       |      |
| 5   | Partido de Concertación Nacional                   | Derecha           | Ver listaListado de candidatos - Candidato 1 - Candidato 2 |       |      |
| 6   | Partido Demócrata Cristiano                        | Centroderecha     | Ver listaListado de candidatos - Candidato 1 - Candidato 2 |       |      |
| 7   | Vamos                                              | Centro            | Ver listaListado de candidatos - Candidato 1 - Candidato 2 |       |      |
| 8   | Fraternidad Patriota Salvadoreña                   | Extrema derecha   | Ver listaListado de candidatos - Candidato 1 - Candidato 2 |       |      |
| 9   | Fuerza Solidaria                                   | Derecha           | Ver listaListado de candidatos - Candidato 1 - Candidato 2 |       |      |
| 10  | Democracia Salvadoreña                             | Centroderecha     | Ver listaListado de candidatos - Candidato 1 - Candidato 2 |       |      |
| 11  | Candidatura independiente                          | --                | Ver listaListado de candidatos - Candidato 1 - Candidato 2 |       |      |

### Departamento de Morazán
| N.º | Partido / Alianza                                  | Posición política | Candidaturas (lista desplegable)                           | Notas | Ref. |
| --- | -------------------------------------------------- | ----------------- | ---------------------------------------------------------- | ----- | ---- |
| 1   | Nuevas Ideas                                       | Derecha populista | Ver listaListado de candidatos - Candidato 1 - Candidato 2 |       |      |
| 2   | Alianza Republicana Nacionalista                   | Centroderecha     | Ver listaListado de candidatos - Candidato 1 - Candidato 2 |       |      |
| 3   | Frente Farabundo Martí para la Liberación Nacional | Izquierda         | Ver listaListado de candidatos - Candidato 1 - Candidato 2 |       |      |
| 4   | Gran Alianza por la Unidad Nacional                | Centroderecha     | Ver listaListado de candidatos - Candidato 1 - Candidato 2 |       |      |
| 5   | Partido de Concertación Nacional                   | Derecha           | Ver listaListado de candidatos - Candidato 1 - Candidato 2 |       |      |
| 6   | Partido Demócrata Cristiano                        | Centroderecha     | Ver listaListado de candidatos - Candidato 1 - Candidato 2 |       |      |
| 7   | Vamos                                              | Centro            | Ver listaListado de candidatos - Candidato 1 - Candidato 2 |       |      |
| 8   | Fraternidad Patriota Salvadoreña                   | Extrema derecha   | Ver listaListado de candidatos - Candidato 1 - Candidato 2 |       |      |
| 9   | Fuerza Solidaria                                   | Derecha           | Ver listaListado de candidatos - Candidato 1 - Candidato 2 |       |      |
| 10  | Democracia Salvadoreña                             | Centroderecha     | Ver listaListado de candidatos - Candidato 1 - Candidato 2 |       |      |
| 11  | Candidatura independiente                          | --                | Ver listaListado de candidatos - Candidato 1 - Candidato 2 |       |      |

### Departamento de La Unión
| N.º | Partido / Alianza                                  | Posición política | Candidaturas (lista desplegable)                           | Notas | Ref. |
| --- | -------------------------------------------------- | ----------------- | ---------------------------------------------------------- | ----- | ---- |
| 1   | Nuevas Ideas                                       | Derecha populista | Ver listaListado de candidatos - Candidato 1 - Candidato 2 |       |      |
| 2   | Alianza Republicana Nacionalista                   | Centroderecha     | Ver listaListado de candidatos - Candidato 1 - Candidato 2 |       |      |
| 3   | Frente Farabundo Martí para la Liberación Nacional | Izquierda         | Ver listaListado de candidatos - Candidato 1 - Candidato 2 |       |      |
| 4   | Gran Alianza por la Unidad Nacional                | Centroderecha     | Ver listaListado de candidatos - Candidato 1 - Candidato 2 |       |      |
| 5   | Partido de Concertación Nacional                   | Derecha           | Ver listaListado de candidatos - Candidato 1 - Candidato 2 |       |      |
| 6   | Partido Demócrata Cristiano                        | Centroderecha     | Ver listaListado de candidatos - Candidato 1 - Candidato 2 |       |      |
| 7   | Vamos                                              | Centro            | Ver listaListado de candidatos - Candidato 1 - Candidato 2 |       |      |
| 8   | Fraternidad Patriota Salvadoreña                   | Extrema derecha   | Ver listaListado de candidatos - Candidato 1 - Candidato 2 |       |      |
| 9   | Fuerza Solidaria                                   | Derecha           | Ver listaListado de candidatos - Candidato 1 - Candidato 2 |       |      |
| 10  | Democracia Salvadoreña                             | Centroderecha     | Ver listaListado de candidatos - Candidato 1 - Candidato 2 |       |      |
| 11  | Candidatura independiente                          | --                | Ver listaListado de candidatos - Candidato 1 - Candidato 2 |       |      |